# Direction de la Recherche, des Études, de l'Évaluation et des Statistiques
Pour l’article homonyme, voir Drees.
 (juin 2015).
La direction de la Recherche, des Études, de l'Évaluation et des Statistiques (Drees) est une direction de l'administration publique centrale française produisant des travaux de statistiques et d'études socio-économiques. Elle dépend des ministères dits « sanitaires et sociaux » (affaires sociales, santé, retraite, travail, famille, logement) et du ministère de l'Économie et des Finances.
Mise en place par le décret du 30 novembre 1998, la Drees a une mission prioritaire : doter ses ministères de tutelle, les services déconcentrés ainsi que les établissements, organismes et agences gravitant dans leur orbite d’une meilleure capacité d’observation, d’expertise et d’évaluation sur leur action et leur environnement.
La Drees est un des services de la statistique publique avec l'Insee : sa vocation est de fournir aux décideurs publics, aux citoyens, et aux responsables économiques et sociaux des informations fiables et des analyses sur les populations et les politiques sanitaires et sociales.
Mireille Elbaum a dirigé la Drees dès sa création jusqu'en 2006, Anne-Marie Brocas lui a succédé (2006-2012).
Franck Von Lennep en a pris la direction en mars 2012 , Jean-Marc Aubert l'a remplacé en novembre 2017 et Fabrice Lenglart, inspecteur général de classe exceptionnelle de l'Institut national de la statistique et des études économiques, rapporteur général à la réforme du revenu universel d'activité, en a été nommé directeur à compter du 6 janvier 2020.

## Missions
- En matière statistique, la Drees conçoit une partie de l’appareil statistique, assure la collecte, l’exploitation et la diffusion des grandes enquêtes et des bases de données.
- Elle publie et diffuse les travaux dont elle assure la réalisation ou la coordination et met à la disposition des acteurs sociaux les éléments de statistiques, d’études et de recherche qui leur sont nécessaires.
- Elle contribue à orienter la politique de la recherche[10], concourt au développement des travaux de chercheurs et à la valorisation de leurs résultats.
- Elle effectue des travaux de synthèse — Comptes de la santé, Comptes de la protection sociale, etc. — et d’aide à la décision, réalise des études et des projections sociodémographiques, économiques et financières.
- Elle participe à la conception, la validation et la mise en œuvre des méthodes d’évaluation des politiques sociales. Elle évalue leurs effets structurels, établit des comparaisons internationales.

## Organisation
La direction de la Recherche, des Études, de l’Évaluation et des Statistiques comprend :
- la sous-direction de l’Observation de la santé et de l’assurance maladie ;
- la sous-direction de l’Observation de la solidarité ;
- la sous-direction des Synthèses, des Études économiques et de l’Évaluation ;
- le département de la coordination et de l’animation des réseaux territoriaux ;
- le département des méthodes et des systèmes d’information ;
- la mission des publications et de la diffusion ;
- Le secrétariat général de La Revue française des affaires sociales ;
- le bureau des ressources humaines et des affaires générales de la direction.

## Publications
La Drees dispose de plusieurs collections de périodiques et publie des ouvrages et des rapports. À l’exception de la Revue française des affaires sociales et selon une antériorité variable, toutes les publications suivantes sont librement téléchargeables sur Internet :
- Études et résultats : périodique publié par la Drees depuis 1998, il comprend des textes courts, illustrés de tableaux et de graphiques, qui présentent en 4 à 8 pages les premiers résultats des enquêtes et études statistiques.
- Dossiers solidarité et santé (DSS) : essentiellement axés sur la présentation et l’analyse des résultats des enquêtes suivies par la Drees, ils font suite aux Cahiers et aux Études Solidarité Santé (1984-1998).
- Les Documents de travail sont organisés en quatre séries : les données d’enquêtes sont présentées dans la série « Statistiques » puis éclairées dans la série « Études et recherche ». La méthodologie et les sources d’enquêtes sont présentées dans la série « Sources et méthodes », les programmes annuels dans la série « Programmes ».
- La Revue française des affaires sociales (RFAS), publiée depuis 1967 à la suite de la Revue française du travail (1946-1967), est une revue thématique trimestrielle pluridisciplinaire dans le champ sanitaire et social. Elle est placée sous la responsabilité éditoriale de la Drees.
- Dans la collection Études et statistiques, la Drees publie des recueils annuels : Les Comptes de la santé ; Les Comptes de la protection sociale ; L’état de santé de la population en France ; Le panorama des établissements de santé ; Les retraités et les retraites ; Les minima sociaux) et des ouvrages thématiques sur un sujet donné : Violences et santé en France : état des lieux ; La santé des femmes en France ; La prise en charge de la santé mentale, etc.
- La Drees publie ponctuellement des rapports : La santé des jeunes, Les naissances en 2010 et leur évolution en 2003, le Suivi barométrique de l’opinion des Français à l’égard de la santé, de la protection sociale, de la précarité, de la famille et de la solidarité, etc.